# Tirteu
Tirteu d'Esparta (en grec antic Τυρταίος) va ser un poeta grec del segle vii aC.

## Biografia
Es creu que va néixer a l'Àsia Menor, a Milet, i Plató va reivindicar que hauria nascut a Atenes, però se'l considerà un poeta espartà pel to autoritari quan parla de l'estament militar d'Esparta i els ensenya el seu ofici, no deixen gaires dubtes sobre el seu origen. La generació de Tirteu va lluitar per mantenir sota control espartà el ric territori de Messènia que s'havia sublevat, i que conquerit a l'últim terç del segle viii aC era la base de l'economia espartana. Aquesta crisi va desembocar en la pèrdua de les possessions messèniques i en la que es coneix com la Segona guerra messènica, on Tirteu va combatre circa l'any 650 aC. Aquesta crisi va inspirar la totalitat de la producció poètica de Tirteu, al menys la que es coneix.
Va escriure en grec jònic imitant l'estil homèric, ric en dorismes, cinc llibres d'elegies que, com les de Cal·lí d'Efes, presenten un contingut i una forma molt determinats per l'èpica. Segons els alexandrins, va escriure una obra titulada Εύνομία ("Eunomia" 'Bona llei') de la que se'n conserven alguns fragments, una llarga elegia que recapitulava la història d'Esparta i exaltava la constitució espartana insistint en el paper dels déus en la seva concepció, i exhortant els ciutadans a la concòrdia i a mantenir-la íntegra per al bé comú. Una altra obra seva era Ἐμβατήρια ('Embateria' marxa militar), cants marcials en anapest probablement cantats durant les marxes acompanyats de l'aulos. També va escriure Πολιτεία λακεδαιμονίοις ('Politeia lakedemoniois' condició de ciutadà lacedemoni), un elogi dels valors civils i religiosos de la constitució de Licurg. Suides diu que tant a la Πολιτεία, com les Ὑποθῆκαι ('Hypotekai' advertiments, consells), els seus preceptes, estaven escrits en versos elegíacs. De totes aquestes obres en queden només un total de 230 versos on també es pot llegir l'elogi de la mort en batalla per la pàtria, la descripció del combatent valerós i l'exaltació de la constitució espartana.
Les elegies de Tirteu, de gran elevació i de to ferm i sever, caracteritzen l'elogi del valor guerrer i de la vigorosa afirmació de l'ideal moral de la pàtria espartana i de les celebracions de la mort. A diferència d'Homer, que exalta el valor individual, Tirteu parla del valor col·lectiu; la ciutat imposa als seus ciutadans obediència i sacrifici civil pel bé de la pàtria. L'heroisme que proposa no es fonamenta en fites personals, sinó en accions disciplinades de les tropes, accions requerides per la nova tàctica dels hoplites. Per aquests motius els seus cants de guerra o peons van tenir gran fortuna a tot Grècia i els cantaven a les escoles i als campaments. No hi ha grans dons poètics, però els seus versos elementals susciten sentiments de virtut, s'empraren també per alimentar el patriotisme a la batalla i el sacrifici per la pàtria.
Una llegenda explicada per Licurg i ampliada després per Pausànias, diu que els espartans acatant l'oracle, van demanar als atenencs que els proveïssin d'un general que els dirigís en batalla contra els messenis. Els atenesos, per burla i per evitar el creixement de la influència espartana, els van enviar Tirteu, un mestre d'escola, nascut a Afidna, Àtica, coix i borni, el cap més ineficient que van poder trobar i que va ser enviat amb menyspreu. Aviat Tirteu es guanyà el favor dels espartans amb els seus bons consells, que gràcies a les seves elegies el van convertir en un heroi.